# Соматотропин-освобождаващ хормон
Соматотропин-освобождаващ хормон (GHRH) или соматолиберин е хормон, произвеждан от хипоталамуса. По своята структура е невропептид. Неговата функция е да увеличава секрецията на соматотропина от предния дял на хипофизата. Този контрол се осъществява по така наречения хипоталамо-хипофизен път.